# Il principe (programma televisivo)
Il principe è un programma televisivo documentario di Netflix del 2023, diretto e ideato da Beatrice Borromeo, che racconta le vicende giudiziarie e gli scandali del principe Vittorio Emanuele di Savoia.

## Trama
Nella notte tra il 17 e il 18 agosto 1978, una gita di alcuni ragazzi sull'isola di Cavallo, in Corsica, si trasforma in tragedia: il "principe" Vittorio Emanuele di Savoia, figlio dell'ultimo re d'Italia Umberto II e della regina consorte Maria José del Belgio, in esilio dal 1946 e residente a Svizzera, spara addosso alla loro barca con un fucile, ferendo mortalmente l'adolescente tedesco Dirk Hamer (figlio del controverso medico Ryke Geerd Hamer). 
Si fa luce sul crimine attraverso le testimonianze della sorella della vittima, Birgit, del figlio di Vittorio Emanuele, Emanuele Filiberto, e del loro ramo di Casa Savoia, ripercorrendo la lunga vicenda giudiziaria del caso anche con le testimonianze dei presenti durante l'incidente, e poi i processi della magistratura francese e italiana, gli altri scandali (come l'appartenenza alla loggia massonica P2 e l'arresto nel 2006 con l'accusa di falso, corruzione e sfruttamento della prostituzione) ed essenzialmente la vita del principe prima e dopo il rientro in Italia dall'esilio nel 2002.

## Puntate
| N. | Titolo             | Durata |
| -- | ------------------ | ------ |
| 1  | Uno sparo nel buio | 44 min |
| 2  | Effetto a catena   | 39 min |
| 3  | Confessioni        | 46 min |